# Francouzsko-nizozemská válka
Francouzsko-nizozemská válka byl válečný konflikt mezi Francií krále Ludvíka XIV. a Nizozemskem, do něhož se zapojily na francouzské straně Anglie, Švédsko, Maximilian Jindřich Bavorský, kurfiřt-arcibiskup kolínský a biskup lutyšský a hildesheimský, a Bernard z Galenu, kníže-biskup münsterský, a na straně nizozemské Španělsko, Svatá říše římská, Braniborsko-Prusko, Brunšvicko-Lünebursko a Dánsko, probíhající v letech 1672–1678 (1679).

## Průběh

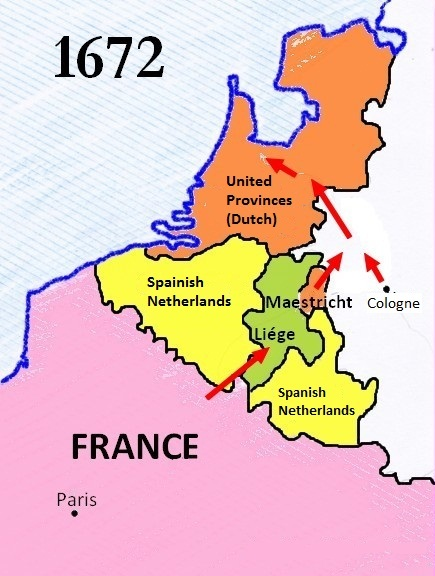
Francouzská ofenzíva roku 1672

Ze strany Ludvíka XIV. to byla překvapivá útočná válka proti Nizozemsku velmi dobře dopředu diplomaticky připravena a akce jeho armád a jeho spojenců začaly synchronisovaně. Zatímco jejich protivníci se zapojovali postupně z obav, že by došlo k přílišnému posílení Francie. Jednalo se o dovršení proměn aliancí. Habsburské Španělsko a císař byli do doby předešlé devoluční války v letech 1667–1668 nepřátelé Nizozemska. Protestantské státy Anglie a Švédsko se sice v devoluční válce postavily proti Francii, ale do této války byly zataženy jako její spojenci či příznivci.
Anglie, Kolínsko a Münstersko francouzskou koalici opustili separátními míry v roce 1674. Součástí války byly oddělené, ale navzájem propojené, konflikty mezi spojenci Francie a Nizozemska, jako byla třetí anglo-nizozemská válka, námořní konflikt v letech 1672–1674, a skånská válka mezi Švédskem na jedné a Braniborskem-Pruskem a Dánskem na druhé straně v letech 1675–1679.
Po počátečních úspěších francouzských vojsk v letech 1672–1673 (obešli maastrichtskou pevnost, vnikli do Nizozemska a obsadili Utrecht) začali Francouzi jednat separátně s Nizozemci o výkupném (16 milionů guldenů), čímž se silně zpomalil jejich postup a Nizozemci stihli zatopit poldery tak, aby zabránili obsadit nejdůležitější nizozemská centra pozemní operací. Anglo-francouzská flota byla Nizozemci poražena ve čtyřech hlavních námořních střetnutích, a tak Anglie raději ukončila svou účast mírovou smlouvou z Westminsteru.
Ač Francouzi v roce 1673 dobyli Maastricht a trvale okupovali rozsáhlá území ve Španělském Nizozemí a Burgundsku (Franche-Comté), nemohli válku uzavřít podle svých představ, jelikož jejich spojenci nebyli příliš úspěšní a hlavního cíle války – rozdrcení nizozemských vojsk a okupace celého Nizozemí – nebylo dosaženo. Münsterský biskup neuspěl při obléhání Gröningen. A Švédsko bylo ve skånské válce zatlačeno do defenzívy, jeho námořní síla byla silně oslabena. Francouzské loďstvo sice v roce 1676 rozdrtilo spojenou španělsko-nizozemskou flotu v bitvě u Palerma a ovládlo tím načas středomořské operace, ale na případnou obojživelnou invazi do Nizozemska nemohlo pomyslet.
Vyčerpávající válka byla ukončena kompromisními mírovými dohodami v Nijmegen v letech 1678–1679, severské konflikty byly ukončeny cellským, saint-germainským a lundským mírem a mírovou smlouvou z Fontainebleau. Francie získala zbytek hrabství Artois (severozápadní část), jihozápadní Henegavsko, Saint-Omer, Valenciennes, Cassel, Aire a definitivně jí bylo přiřčeno Svobodné panství burgundské (Franche-Comté). Nizozemsko bylo přinuceno chovat se neutrálně ke Švédsku. Situace na Baltu (Švédsko, Dánsko, Braniborsko-Prusko) byla navrácena zhruba ke statu quo vzniklému kodaňským mírem v předešlých válkách.

## Chronologický seznam nejdůležitějších událostí
- 7. červen 1672 – bitva u Solebay – nizozemské vítězství (Třetí anglo-nizozemská válka)
- 7. a 14. červen 1673 – bitva u Schooneveldu – nizozemské vítězství (Třetí anglo-nizozemská válka) – dvě námořní střetnutí, která přinutila anglofrancouzskou flotu zrušit blokádu
- 13.–26. června 1673 – obléhání – Sébastien de Vauban přišel s novou dobývací technikou, která se od té doby začala při dobývacích pracích často používat
- 25. června 1673 při obléhání Maastrichtu padl d'Artagnan
- 21. srpna 1673 – bitva u Texelu (Třetí anglo-nizozemská válka) – žádná loď nebyla potopena, ale Angličané a Francouzi ztratili dvojnásobek mužstva než Nizozemci
- konec října – 15. listopadu 1673 – obléhání Bonnu – město v kolínském arcibiskupství se slabou francouzsko-kolínskou posádkou dobyto za ofenzívy Viléma III. Oranžského
- 1673 – obléhání Werlu
- 1673 – bitva u Heringen
- 16. června 1674 – bitva u Sinsheimu (též Sinzheim) – vítězství maršála de Turenne, jehož vojska se zdržovala v okolí Philipsburgu, nad Karlem V. Lotrinským
- 7. července 1674 – bitva u Ladenburgu
- 11. srpna 1674 – bitva u Seneffe – taktické vítězství Prince de Condé nad spojeneckým vojskem, nepovedlo se mu však je úplně obklíčit, a tak se stáhli do opevněných pozic
- 4. října 1674 – bitva u Enzheimu – nerozhodná bitva v Alsasku mezi francouzskými vojsky vedenými maršálem Turennem a o téměř polovinu silnějšími císařskými vedenými Bournovillem
- 29. prosince 1674 – bitva u Mulhouse
- 5. ledna 1675 – bitva u Turckheimu
- 28. června 1675 – bitva u Fehrbellinu (Skånská válka) – památné vítězství braniborského kurfiřta nad Švédy
- 27. července 1675 – bitva u Salzbachu (Nieder Sasbach) – francouzské vítězství v Bádensku, při němž padl slavný maršál de Turenne
- 11. srpna 1675 – bitva u Konzer Brücke
- 8. ledna 1676 – bitva u Stromboli
- 25. března 1676 – bitva u Messiny
- 22. dubna 1676 – bitva v zálivu Augusta – nerozhodné střetnutí poblíž Palerma, při němž byl smrtelně zraněn dělovou koulí nizozemský admirál Michiel de Ruyter
- 25. května 1676 – bitva u Jasmundu (Skånská válka)
- 11. června 1676 – bitva u ostrova Öland (Skånská válka)
- 2. června 1676 – bitva u Palerma – drtivé vítězství francouzských námořních sil nad španělsko-nizozemskou flotou
- 17. srpna 1676 – bitva u Halmstadu (Skånská válka) – rozhodné švédské vítězství v provincii Halland
- 4. prosince 1676 - bitva u Lundu (Skånská válka) – rozhodné švédské vítězství nad početnější dánskou armádu
- 28. února - 17. března 1677 - obléhání Valenciennes – nejméně čtyřicetitisícová armáda maršála Luxembourga po zteči rohového opevnění na popud Sébastiena Vaubana natolik ohrozila postavení třítisícové posádky, že se Španělé ihned vzdali
- 28. března–17. dubna 1677 – obléhání Cambrai
- 11. dubna 1677 – bitva u Casselu – důležité francouzské vítězství nad Nizozemci asi 30 km jižně od Dunkerque
- 1. července 1677 – bitva v zálivu Køge (Skånská válka) – rozhodné vítězství dánské floty Nielse Juela nad početnější švédskou Henrika Horna jižně od Kodaně
- 24. července 1677 – bitva u Landskrony (Skånská válka) – švédské vítězství, které, ač značně oslabilo dánskou armádu a znemožnilo jí další akce ve Skåne, neumožnilo dobýt Landskronu (Dánové ale stále mohli přes tento přístav posílat posily)
- 7. října 1677 – bitva u Kochersbergu
- 1678 – obléhání Offenburgu
- 18.–25. března 1678 – dobytí Yper
- 6. července 1678 – bitva u Rheinfelden
- 23. července 1678 – bitva u Gengenbachu
- 14. srpna 1678 – bitva u Saint-Denis